# Cirsium acrolepis
Cirsium acrolepis là một loài thực vật có hoa trong họ Cúc. Loài này được (Petr.) G.B.Ownbey mô tả khoa học đầu tiên năm 1982.